# Czersk (województwo wielkopolskie)
Czersk (niem. Marienwalde) – uroczysko–dawna miejscowość w Polsce położona w województwie wielkopolskim, w powiecie złotowskim, w gminie Okonek.
W latach 1975–1998 miejscowość administracyjnie należała do województwa pilskiego.
W drugiej połowie XX wieku wieś została wyludniona z powodu powstania poligonu wojskowego. Obecnie znajdują się tam jedynie ruiny dawnych zabudowań, a także utworzony w 2008 rezerwat przyrody Wrzosowiska w Okonku.